# ۴۲ (قمری)
۴۲ (قمری)، چهل و دومین سال در گاهشماری هجری قمری است. اول محرم این سال برابر با بیست و نهم آوریل سال ۶۶۲ میلادی است.

## درگذشتگان
- حبیب بن مسلمه